# Chauncey (Virginia Occidental)
Chauncey es un lugar designado por el censo ubicado en el condado de Logan en el estado estadounidense de Virginia Occidental. En el Censo de 2010 tenía una población de 283 habitantes y una densidad poblacional de 75,62 personas por km².

## Geografía
Chauncey se encuentra ubicado en las coordenadas 37°45′49″N 81°58′45″O / 37.76361, -81.97917. Según la Oficina del Censo de los Estados Unidos, Chauncey tiene una superficie total de 3.74 km², de la cual 3.72 km² corresponden a tierra firme y (0.55%) 0.02 km² es agua.

## Demografía
Según el censo de 2010, había 283 personas residiendo en Chauncey. La densidad de población era de 75,62 hab./km². De los 283 habitantes, Chauncey estaba compuesto por el 99.29% blancos, el 0% eran afroamericanos, el 0% eran amerindios, el 0% eran asiáticos, el 0% eran isleños del Pacífico, el 0% eran de otras razas y el 0.71% pertenecían a dos o más razas. Del total de la población el 0% eran hispanos o latinos de cualquier raza.